# ニューアルムの戦い
ニューアルムの戦い（ニューアルムのたたかい、英語: Battles of New Ulm）は、アメリカ合衆国の南北戦争中に起きたインディアンとの闘争であるダコタ戦争の戦闘である。1862年8月18日に蜂起したサンティ・スー族が南スー族管理局襲撃に続いて、ミネソタ州ブラウン郡ニューアルムの町を襲った。同時期に隣接するリッジリー砦も襲っていたが、比較的防御の弱いこの町が標的になった。ニューアルムには当時900人の開拓者がおり、スー族の居留地から近い最大の開拓地だった。町の地形がミネソタ川から2段階で200フィート (60 m) ほど立ち上がっており、森林があって攻撃部隊を隠すことができたので、攻撃者にとっては利点のあるものになっていた。
アメリカ側は兵士や民兵をやり繰りして、2度にわたったインディアンの攻撃から町を何とか守りはしたが、それ以上の防御は難しいと判断し、町から脱出した。

## 背景
1851年、ミネソタのサンティ・スー族インディアンは、その猟場2,400万エーカー (97,000 km2) をアメリカ合衆国政府に強制的に譲渡させられた。1852年にはミネソタ川沿いの居留地に囲い込まれた。1858年、さらに居留地の半分を騙し取られた。1862年8月、アメリカ合衆国政府が条約で約束していた年金140万米ドルを払えなかったとき、さらにインディアン代理人と政治家が条約で認めていた食料の大半を盗んだときに、インディアンが反乱を起こした。リトルクロウ酋長は、条約で自分たちに約束された食料と見られるものが見える所に積み上げられているにも拘わらず、自分たち部族が食べるものが無いと苦情を言ったとき、政府の役人は「やつらが飢えているんなら、草か自分の糞でも食わせておけばいいだろう。」と答えた。ミネソタ州の政治指導者達、中でも州知事のアレクサンダー・ラムジーは商業的利権との結びつきがあり、ミネソタから全てのインディアンの排除を提唱した。

## 戦闘
1862年8月18日、南北戦争のために志願兵を集めに来ていた部隊がニューアルムを出発したが、ミルフォード・タウンシップで待ち伏せに合った。そのときの生存者は町に駆け戻り、開拓者達にインディアンの攻撃が差し迫っていることを警告した。町民は通りにバリケードを造り、女子供は利用できるレンガ造りの建物に押し込めて、攻撃に備えた。最初に攻撃されたのは8月19日であり、約100名のスー族戦士が町の背後の崖から町に向かって発砲した。少数の町民が出来る範囲で反撃した。その日の遅く、雷雨が襲ったためにインディアンは攻撃を続けられなかった。このとき彼らに命令を与えるような酋長は居なかった。この1日目の戦闘で町民の5人が死に、6人が負傷した。
最初の攻撃が来た後に、セントピーター市とルシュール市からの派遣部隊の一部として、チャールズ・ユージーン・フランドローが到着した。エイサ・W・ダニエルズ、オーティス・エア、ウィリアム・ウォーラル・メイヨー各博士もこの集団に入っていた。メイヨー博士はメイヨー・クリニックを設立したウィリアム・ジェームス・メイヨーとチャールズ・ホレス・メイヨーの父だった。メイヨーとマンケイトのウィリアム・R・マクマハンがダコタハウスで病院を設置し、エアとダニエルズが通り向かいの店舗に病院を作った。これらで負傷者の治療にあたることができた。
フランドローの部隊はマンケイトからの約100名、ルシュールからの2個中隊、ブラウン郡、ニコレット郡、セントピーター、ラファイエット、ニューアルムからの民兵で増強された。フランドローの指揮下には合わせて約300名の兵士と市民兵がいたが、大半は武装がお粗末なままだった。一方でニューアルムのメインストリートに拵えたバリケードの中には1,000人以上の開拓者がいた。8月23日土曜日午前9時半頃、スー族が町に対する2回目の攻撃を始めた。
スー族の戦士は数では勝っており、町全体を取り囲むことができた。ニューアルムの防衛隊は掩蔽物の無い広い空間を作るために、多くの建物に火を点けた。部隊の副隊長だったウィリアム・B・ドッド大尉が市内のバリケードの1つから兵士達を誘導しているときに戦死した。夜になった後、フランドローはバリケードの外側に残っている建物に火を点けるよう命じた。市内の建物190棟が破壊された。翌8月24日朝、インディアンが再度現れ、長射程から無害な射撃を行った後に撤退した。その日遅くにフランドローは士官達を集め、弾薬や食料が欠乏し、疫病も流行っていたために、町を放棄することを決めた。8月25日朝、153両の荷車と大勢の避難民2,000人が町を離れて、約30マイル (50 km) 東にあるマンケイトに向かった。この隊列を約150名の兵士が護衛にあたり、無事にマンケイトに到着した。
ミネソタ州の歴史家ウィリアム・ワッツ・フォルウェルは「これはごまかしの戦闘でも、些細な事件でもなく、かなり優勢な勢力から取り巻かれた町を英雄的に守った戦いだった」と述べていた。

## ニューアルムでのフランドローの部隊構成
- フランドロー大尉の中隊:
  - 戦死: ウィリアム・ラッド中尉、マックス・ヒーチ兵士、ジェリー・クエイン兵士
  - 負傷: エド・アンドリューズ兵士、W・C・エストラー兵士、ウィリアム・ラングハースト兵士、ジョージ・モーザー兵士
  - 病気: H・ハーム兵士
- ビアバウアー大尉のマンケイト中隊:
  - 戦死: N・E・ヒュートン兵士、ウィリアム・ニコルソン兵士
  - 負傷: ジオ・アンドリューズ兵士、F・M・アンドリューズ兵士、パトリック・バーンズ兵士、ジョン・ファサット兵士、アダム・フロンドラー兵士
- 第1大隊ブラウン郡民兵隊: イグナッツ・ラインアーツ大尉のB中隊（1862年9月15日から10月15日にニューアルム駐屯）、チャールズ・ワグナー中尉のC中隊（ニューアルムの非正規州兵隊、1862年9月15日から10月15日にニューアルム駐屯）
  - 戦死: ジョン・アームストロング兵士
- チャールズ・ルース大尉のA中隊:
  - 負傷: ジョン・ペラー兵士、ルイス・シュミッツ兵士
- ルイス・バガート大尉の中隊（ブラウン郡民兵隊）:
- A・M・ビーン大尉の中隊（ニコレット郡民兵隊）:
- ウィリアム・デローター大尉の中隊「ルシュール・タイガースNo.1」:
  - 戦死: A・M・エドワーズ中尉、ウィリアム・ラスキー兵士、ルーク・スミスソン兵士、
  - 負傷: ジョン・スミス兵士
- A・E・サンダース大尉の中隊「ルシュール・タイガースNo.2」:
  - 戦死: ウィリアム・マロニー第5軍曹、M・アヘリン兵士、ウィリアム・カルプ兵士
  - 負傷: A・E・サンダース大尉（重傷）、トマス・ハワード第4伍長（臀部に軽傷）
- ウィリアム・ヒューイ中尉の中隊「セントピーター（ニコレット郡）防衛隊」:
- シデル・デポルダー大尉のラファイエット中隊:
- ジョン・ベルム大尉の中隊（ミネソタ州兵第3旅団第11連隊）:
  - 戦死: ジェイコブ・カスター兵士、イーグランド兵士、ジュリス・カーチスタイン兵士、マルビーンズ・メイアー兵士、ジョン・C・マイケルズ兵士、オーガスト・ロープケ兵士、レオポルド・センズケ兵士
  - 負傷後に死亡: G・W・オットー・バース兵士、アドルフ・スタンプル兵士
  - 負傷: L・フェイ兵士、R・フィッシャー兵士、ジュリアス・グーシング兵士、ウィリアム・グーシング兵士、ジョージ・グートリッチ兵士、ヘス兵士、ハンスマン兵士、ヘリマン兵士、ダニエル・シロック兵士、オーガスト・ウェストファル兵士

上記の他に下記の部隊もフランドローの配下にあった
- H・W・ホリー大尉の中隊（ウィネベーゴ守備隊）
- C・I・ポスト大尉の中隊（フィルモア郡志願騎馬歩兵中隊）
- N・P・コルバーン大尉の中隊（フィルモア郡志願民兵中隊）
- C・F・バック大尉の中隊（ウィノナ・レンジャーズ）
- D・L・デイビス大尉の「グッドヒュー郡レンジャーズ」

1862年8月に下記の部隊もニューアルムを救援した
- ジョセフ・アンダーソン大尉の騎馬中隊（カレン守備隊）
- セントジュリアン・コックス大尉の中隊（フロンティア・アベンジャーズ）

1862年9月:
ブラウン郡民兵第1大隊:
- イグナッツ・ラインアーツ大尉のB中隊（1862年9月15日から10月15日にニューアルム駐屯）
- チャールズ・ワグナー中尉のC中隊（ニューアルムの非正規州兵隊、1862年9月15日から10月15日にニューアルム駐屯）
  - 戦死ジョン・アームストロング兵士[2]